# Sitobion loranthi
Sitobion loranthi är en insektsart. Sitobion loranthi ingår i släktet Sitobion och familjen långrörsbladlöss. Inga underarter finns listade i Catalogue of Life.